# وندلين فورستر
وندلين فورستر (بالألمانية: Wendelin Foerster)‏ هو بروفيسور نمساوي، ولد في 10 فبراير 1844 في Vlčice (Jeseník District) ‏ في التشيك، وتوفي في 18 مايو 1915 في بون في ألمانيا.